# Alien Skin
Alien Skin ist ein Jazzalbum von Chad Fowler, Ivo Perelman, Zoh Amba, Matthew Shipp, William Parker und Steve Hirsh. Die im Herbst 2021 entstandenen Aufnahmen erschienen am 11. November 2022 auf dem von Fowler und Hirsh gegründeten Label Mahakala Music.

## Hintergrund
Am letzten Nachmittag des Vision Festivals im Jahr 2021 stand Fowler neben dem Pianisten Matthew Shipp und dem Schlagzeuger Andrew Cyrille, als William Parkers Abschlussgruppe die Bühne betrat. „Es war eine so rohe und hektische Musik, dass es, wenn ich ein Blasinstrument dabei gehabt hätte, schwierig gewesen wäre, dem Drang zu widerstehen, uneingeladen mitzumachen“, schrieb Fowler in den Liner Notes. Das Konzert inspirierte Fowler, mit Steve Hirsh für eine bevorstehende Session eine Gruppe zusammenzustellen, um auf die gleiche Art Energie zu erzeugen, wie dies Parkers Band getan hatte. Schließlich gehörten der Gruppe neben Fowler und Hirsh die Saxophonistin Zoh Amba, Ivo Perelman, Matthew Shipp und William Parker an. Die veröffentlichte Aufzeichnung dokumentiert die Aufnahmen des zweiten gemeinsamen Tags.

## Titelliste
- Chad Fowler, Ivo Perelman, Zoh Amba, Matthew Shipp, William Parker, Steve Hirsh: Alien Skin (Mahakala Music)

1. Occupation Day 2 19:00
2. In Pairs 11:29
3. Alien Skin 6:49
4. Sentient Sentiment 19:29
5. Broken Language 8:07

## Rezeption
Nach Ansicht von Mark Corroto, der das Album in All About Jazz rezensierte, stellt diese Session „eine wunderschöne Alchemie“ [der Gruppe] dar; weil das Quintett aus dem Nichts etwas Außergewöhnliches erzeugt habe. Parker, Perelman und Shipp bräuchten keine Vorstellung, da sie schon seit Jahrzehnten Botschafter der New Yorker Kreativszene sind. „Broken Language“ beende die Sitzung mit seinem zögernden Puls. Shipps Klavier und Hirshs stotterndes Schlagzeug würden das Flackern und Flattern der Saxophone und der Flöte leiten und dafür sorgen, dass die Angelegenheit unausgeglichen und damit messerscharf spannend bleibe.
Es sei zu erwarten gewesen, dass Alien Skin widerspenstig, rau und kathartisch klingen würde, schrieb Mike Jurkovic (All About Jazz). Die Gruppe sei ein einzigartiges Kollektiv, vielleicht wie eine vielköpfige Hydra. Die gedämpfte Kinetik von „In Pairs“ bilde den Epilog zu den beiden größeren Aussagen von Alien Skin, den beiden Schlachtrufen „Occupation Day“ und „Sentient Sentiment“. Während jeder dieser Titel an die Zwanzig-Minuten-Marke heranreiche, speise sich „Occupation Day“ zunächst aus der Härte von Parkers bedrohlichem Bogenspiel und Shipps düsterer Perkussion und münde dann in einer Klarheit mit einer Logik, die nur darin steckt, das tiefgründige Porträt eines vereinten Klangs mit „Sentient Sentiment“ zu bilden. Auch wenn es mit den zeitlosen Free-Jazz-Explosionen früherer Zeiten vergleichbar sei, wäre es unklug und ungerecht, es mit etwas gleichzusetzen, das davor war oder noch folgen wird; Alien Skin hinterlasse seine eigenen Spuren.